# Estação 5 de Mayo
A Estação 5 de Mayo é uma das estações do Metrô do Panamá, situada na Cidade do Panamá, entre a Estação Albrook e a Estação Lotería. Administrada pela Metro de Panamá S.A., faz parte da Linha 1.
Foi inaugurada em 5 de abril de 2014. Localiza-se no cruzamento da Avenida Justo Arosemena com o Viaduto 3 de Noviembre. Atende o corregimento Curundú.